# Thomas Walter (botaniker)
Thomas Walter, född den 4 september 1740 i Hampshire, död den 18 januari 1789 i Berkeley County, var en nordamerikansk botaniker. 
Walter föddes i England, men utvandrade redan i unga år till South Carolina, där han levde resten av sitt liv. Han  skrev den första floran från denna del av världen. Han var god vän till John Fraser.
En art som namngivits av Walter är orkidén Cypripedium reginae (1788). Över tusen botaniska första beskrivningar tillskrivs honom. Auktorsnamnet Walt. kan användas för Thomas Walter (botaniker) i samband med ett vetenskapligt namn inom botaniken; se Wikipediaartiklar som länkar till auktorsnamnet.